# David Holmes: The Boy Who Lived
David Holmes: The Boy Who Lived est un film documentaire de 2023 sur David Holmes, un cascadeur de cinéma paralysé après un accident de test de cascade lors du tournage de Harry Potter et les Reliques de la Mort, partie 1,. Le film a été produit par Daniel Radcliffe, acteur principal de Harry Potter,.

## Synopsis
Au cours du tournage d’essai pour le 7e film Harry Potter en janvier 2009, David Holmes s’est blessé à la colonne vertébrale dans un accident lors de l’une des cascades et a eu des complications médicales et a suivi des années de physiothérapie, et est maintenant capable de bouger ses bras.

## Réception
Le documentaire est bien accueilli par la presse,,,,,.